# Matthieu Bonafous
Matthieu Bonafous ( Lyon, 7 de marzo de 1793 (o en 1794 en Turin según la Nouvelle biographie générale) - 23 de marzo de 1852) fue un botánico y agrónomo francés, conocido sobre todo por sus trabajos en sericicultura.

## Biografía
Provenía de una familia de ricos empresarios piamonteses, originarios de Francia, y refugiados en Piamonte durante las guerras religiosas. Estudiará sobre todo los cultivos repartidos en el mediodía de Francia: maíz, arroz, viña, seda, sujetos de los que escribe en francés y en italiano. Será fundador de premios a la mejora de la agricultura.
Consagra su fortuna a fundaciones filantrópicas y contribuyó a la creación de Institutos Agronómicos (Roville en 1826, Grignon en 1827) y de la Colonia de Mettray. Fue elegido correspondiente de la Academia de las Ciencias, en la Sección de Economía Rural, en 1835.

## Algunas publicaciones
- De l'Éducation des vers à soie, d'après la méthode du comte Dandolo (Sull'allevamento dei bachi da seta), 1821 Texte en ligne
- De la Culture des mûriers (L'arte di coltivare il gelso), 1822
- Note sur un moyen de préserver les champs de la cuscute, Paris, 1828; obra coronada por la Société d'agriculture de France[1]
- Coup d'œil sur l'agriculture et les instituteurs agricoles de quelques cantons de la Suisse, Paris, Mme Huzard, 1829, in-8°, 94 pp.
- Note sur une nouvelle espèce de maïs, Paris, 1829
- Mémoire sur la fabrication du fromage du Mont-Cénis, Paris, Mme Huzard, 1833, in-8° avec fig.; inserta en las Mémoires de la Société royale et centrale d’agriculture, 1832, p. 223-241, y en los Annales de l’agriculture française, 1832, 3e série, t. X, p. 5-16[2]
- Traité du maïs, ou histoire naturelle et agricole de cette céréale (Trattato sul mais) [impreso por orden de la Sociedad Real y Central de Agricultura], Paris, Mme Huzard, 1833, in-8° con fig.; nueva ed. (Histoire naturelle, agricole et économique du maïs), Paris, chez Mme Huzard, y Turin, chez J. Bocca, 1836, in-folio, 181 pp. y 20 pl. en taille-douce; inserto en las Mémoires de la Société royale et centrale d’Agriculture, Paris, Mme Huzard, 1834, pp. 153-334 con planchas; anunciada en los Annales de l’agriculture française, agosto de 1836, 3.ª serie, t. XVIII, p. 128, y análisis por A. de Candolle en los mismos Annales, enero de 1837, 3.ª serie, t. XIX, pp. 5-27.[3]
- Traité de l'éducation des vers à soie et de la culture du mûrier, suivi de divers mémoires sur l'art séricicole, 1840
- Realiza numerosos artículos en la Revue encyclopédique, de los Annales de l'agriculture française, de la Maison rustique du dix-neuvième siècle.
- Ampélographie subalpine, (Ampelografía subalpina)

Traducciones y anotaciones de obras
- Marco Girolamo Vida. Le Ver à soie, poème de Marc Jérôme Vida, traduit en vers français, avec le texte latin en regard, 1840
- Olivier de Serres. La Cueillette de la soye par la nourriture des vers qui la font. Échantillon du Théâtre d'agriculture d'Olivier de Serres. Ed. comenotada por M. Mathieu Bonafous, 1843
- Uegaki Morikuni. Yosan-fi-rok. L'Art d'élever les vers à soie au Japon, par Ouekaki-Morikouni, annoté et publié par Matthieu Bonafous, ouvrage traduit du texte japonais par le Dr J. Hoffmann, 1848 Texte en ligne
- Cesare Beccaria. Principes d'économie politique appliqués à l'agriculture, 1852

## Honores

### Eponimia
Género
- (Apocynaceae) Bonafousia A.DC.[4]

- La abreviatura «Bonaf.» se emplea para indicar a Matthieu Bonafous como autoridad en la descripción y clasificación científica de los vegetales.[5]

## Fuente parcial
- Diccionario Universal de Historia y de Geografía (Bouillet & Chassang)